# 2008 w boksie
Artykuł przedstawia najważniejsze wydarzenia z boksu amatorskiego i zawodowego, które miały miejsce w roku 2008, w układzie chronologicznym.

## Styczeń
2 stycznia
- Seul – zmarł Yo-Sam Choi (lat 35), południowokoreański bokser, zawodowy mistrz świata wagi junior muszej federacji WBC w latach 1999-2002.

5 stycznia
- Atlantic City – Paul Malignaggi (Stany Zjednoczone) obronił tytuł mistrza IBF w wadze lekkopółśredniej zwyciężając jednogłośnie na punkty Hermana Ngoudio (Kanada). Punktacja: 117-111, 116-113 i 115-113.

10 stycznia
- Osaka – Wołodymyr Sydorenko obronił tytuł mistrza WBA w wadze koguciej pokonując jednogłośnie na punkty Nobuto Ikeharę (Japonia). Punktacja: 119-110, 118-110 i 116-112.
- Osaka – Hozumi Hasegawa (Japonia) obronił tytuł mistrza WBC w wadze koguciej zwyciężając jednogłośnie na punkty (117-111, 118-110, 116-112) Simone Maludrottu (Włochy).

14 stycznia
- Jokohama – Alexander Muñoz (Wenezuela) obronił tytuł WBA w wadze junior koguciej zwyciężając jednogłośnie na punkty Katsushige Kawashimę (Japonia). Punktacja: 117-110, 117-111 i 117-111.

19 stycznia
- Düsseldorf – Rusłan Czagajew (Uzbekistan) obronił tytuł mistrza WBA w wadze ciężkiej zwyciężając jednogłośnie na punkty Matta Skeltona (Wielka Brytania). Punktacja: 117-110, 117-111 i 117-111.
- Rama – Steve Molitor (Kanada) obronił tytuł mistrza IBF w wadze junior piórkowej wygrywając jednogłośnie na punkty z Ricardo Castillo (Meksyk). Wszyscy sędziowie wypunktowali 118-109.
- Nowy Jork – w pojedynku dwóch wielokrotnych mistrzów świata Roy Jones Jr. (Stany Zjednoczone) pokonał jednogłośnie na punkty Félixa Trynidada (Portoryko). Punktacja 116-110, 116-110 i 117-109. Pojedynek odbył się w limicie wagi super średniej i była to ostatnia walka Trynidada w karierze.

20 stycznia
- Tarzo – zmarł Duillo Loi (lat 78), włoski bokser, zawodowy mistrz świata wagi lekkopółśredniej w latach 1961-62. W 2005 wybrany do Międzynarodowej Bokserskiej Galerii Sławy.

25 stycznia
- Denham Springs – zmarł Ralph Dupas (lat 72), amerykański bokser, zawodowy mistrz świata wagi junior średniej federacji WBA i WBC w roku 1963.
- Puerto Madryn – Omar Andrés Narváez (Argentyna) obronił tytuł mistrza WBO w wadze muszej zwyciężając jednogłośnie na punkty Carlosa Tamarę (Kolumbia). Punktacja: 119-109, 120-108 i 119-109.

26 stycznia
- Dżakarta – Chris John (Indonezja) obronił tytuł mistrza WBA w wadze piórkowej wygrywając z Roinetem Caballero (Panama). Caballero został poddany przez sekundantów w przerwie po siódmej rundzie.

## Luty
9 lutego
- Leon – Édgar Sosa (Meksyk) obronił tytuł mistrza WBC w wadze junior muszej zwyciężając jednogłośnie na punkty rodaka Jesusa Iribe. Punktacja: 119-109 i dwukrotnie 120-108.
- Temecula – Carlos Quintana (Portoryko) zdobył tytuł mistrza WBO w wadze półśredniej pokonując jednogłośnie na punkty Paula Williamsa (Stany Zjednoczone). Punktacja 116-112, 116-112 i 115-113.

16 lutego
- Las Vegas – Cristian Mijares (Meksyk) obronił tytuł mistrza WBC w wadze junior koguciej wygrywając niejednogłośnie na punkty z Jose Navarro (Stany Zjednoczone). Punktacja: 115-113 i 117-111 dla Mijaresa oraz 120-108 dla Navarro.
- Las Vegas – Fernando Montiel (Meksyk) w obronie tytułu mistrza WBO w wadze junior koguciej znokautował w czwartej rundzie Martina Castillo (Meksyk).
- Las Vegas – Kelly Pavlik (Stany Zjednoczone) posiadacz tytułów mistrza WBC i WBO w wadze średniej zmierzył się w rewanżowym pojedynku z ich poprzednim posiadaczem Jermainem Taylorem. Walka odbyła się w limicie wagi super średniej i tytuły nie były w stawce. Pavlik wygrał jednogłośnie na punkty. Punktacja 116-112, 117-111 i 115-113.

23 lutego
- Nowy Jork – Władimir Kliczko zunifikował tytuły mistrza IBF, WBO i IBO w wadze ciężkiej zwyciężając jednogłośnie na punkty Sułtana Ibragimowa (Rosja). Punktacja: 119-110, 117-111 i 118-110.

27 lutego
- Sydney – Anthony Mundine (Australia) obronił tytuł mistrza WBA w wadze super średniej pokonując jednogłośnie na punkty rodaka Nadera Hamdana. Punktacja: 117-111, 120-108 i 119-109.

28 lutego
- Nowy Jork – Dmitrij Kiriłłow (Rosja) obronił tytuł mistrza IBF w wadze junior koguciej remisując z Cecilio Santosem (Meksyk). Sędziowie punktowali 116-112 dla Kirillowa i dwukrotnie remis 114-114.

29 lutego
- Montreal – Lucian Bute (Rumunia) obronił tytuł mistrza IBF w wadze super średniej zwyciężając przez techniczny nokaut w dziesiątej rundzie Williama Joppy'ego (Stany Zjednoczone).
- Lemoore – Roberto Guerrero (Stany Zjednoczone) obronił tytuł mistrza IBF w wadze piórkowej nokautując w ósmej rundzie Jasona Litzau'a (Stany Zjednoczone).

29 lutego
- Glasgow – zmarł Tommy Glencross (lat 60), szkocki bokser, zawodowy mistrz Wielkiej Brytanii w wadze piórkowej w latach 1972 - 1973.

## Marzec
1 marca
- Tokio – Yutaka Niida (Japonia) obronił tytuł mistrza WBA w wadze słomkowej nokautując w szóstej rundzie Jose Luisa Varela (Wenezuela).
- Carson – Israel Vázquez (Meksyk) obronił tytuł mistrza WBC w wadze junior piórkowej wygrywając niejednogłośnie na punkty z rodakiem Rafaelem Márquezem. Punktacja: 114-111 i 113=112 dla Vázqueza oraz 114-111 dla Márqueza.

8 marca
- Tokio – Daisuke Naitō (Japonia) obronił tytuł mistrza WBC w wadze muszej remisując pojedynek z Pongsakleka Wonjongkama (Tajlandia). Sędziowie punktowali: 115-113 dla Naito, 115-114 dla Pongsakleka oraz remis 114-114.
- David Haye (Wielka Brytania) zunifikował tytuły WBA Super oraz mistrza WBC i WBO w wadze junior ciężkiej zwyciężając przez techniczny nokaut w drugiej rundzie Enzo Maccarinelliego (Wielka Brytania).
- Cancun – Nate Campbell (Stany Zjednoczone) zwyciężając niejednogłośnie na punkty Juana Díaza zdobył tytuły WBA Super, IBF i WBO w wadze lekkiej. Punktacja 116-111 i 115-112 dla Campbella oraz 114-113 dla Díaza.
- Cancun Samuel Peter (Nigeria) zdobył tytuł mistrza WBC w wadze ciężkiej pokonując przez techniczny nokaut w szóstej rundzie Olega Maskajewa (Rosja).

15 marca
- Las Vegas – Manny Pacquiao (Filipiny) zdobył tytuł mistrza WBC w wadze junior lekkiej wygrywając z Juanem Manuelem Márquezem (Meksyk) po niejednogłośnej decyzji sędziów. Punktacja: 115-112 i 114-113 dla Pacquiao oraz 115-112 dla Márqueza.
- Las Vegas – Steven Luevano (Stany Zjednoczone) obronił tytuł mistrza WBO w wadze piórkowej pokonując jednogłośnie na punkty Terdsaka Kokietgyma (Tajlandia). Punktacja: 118-109, 119-109 i 119-109.

22 marca
- Cardiff – Andrij Kotelnyk (Ukraina) zdobył tytuł mistrza WBA w wadze lekkopółśredniej zwyciężając przez techniczny nokaut w dwunastej rundzie Gavina Reesa (Wielka Brytania).

27 marca
- Saint Louis – Verno Phillips (Stany Zjednoczone) zdobył tytuł mistrza IBF w wadze junior średniej zwyciężając niejednogłośnie na punkty Cory Spinksa (Stany Zjednoczone). Punktacja: 116-112, 115-113 i 113-115.

29 marca
- Chiba – Takefumi Sakata (Japonia) obronił tytuł mistrza WBA w wadze muszej wygrywając jednogłośnie na punkty z Shingo Yamaguchim. Punktacja: 116-112, 116-112 i 115-113.
- Kilonia – Arthur Abraham (Niemcy) obronił tytuł mistrza IBF w wadze średniej nokautując w dwunastej rundzie Elvina Ayalę (Stany Zjednoczone).

## Kwiecień
5 kwietnia
- Düsseldorf – Felix Sturm (Niemcy) obronił tytuł mistrza WBA w wadze średniej pokonując przez techniczny nokaut w siódmej rundzie Jamie Pittmana (Australia).
- Rama – Steve Molitor (Kanada) obronił tytuł mistrza IBF w wadze junior piórkowej wygrywając jednogłośnie na punkty Fernando Beltrana (Meksyk). Punktacja 120-107, 120-107 i 119-108.
- San Juan – Iván Calderón obronił tytuł mistrza WBO w wadze junior muszej pokonując jednogłośnie na punkty rodaka Nelsona Dieppę. Wszyscy sędziowie wypunktowali zwycięstwo Calderóna 120-108.

6 kwietnia
- Manila – Gerry Peñalosa (Filipiny) obronił tytuł mistrza WBO w wadze koguciej zwyciężając przez techniczny nokaut w ósmej rundzie Ratanachaia Sor Vorapina (Tajlandia).

12 kwietnia
- Mafikeng – Cassius Baloyi (Republika Południowej Afryki) zdobył tytuł mistrza IBF w wadze junior lekkiej pokonując decyzją większości sędziów rodaka Mzonke Fanę. Sędziowie punktowali: 117-111, 116-111 i 114-114.
- Tampa Chad Dawson (Stany Zjednoczone) wygrał jednogłośnie na punkty z Glenem Johnsonem i obronił tytuł mistrza WBC w wadze półciężkiej. Wszyscy sędziowie wypunktowali 116-112.
- Tampa – Antonio Tarver (Stany Zjednoczone) zdobył tytuł mistrza IBF i obronił IBO w wadze półciężkiej zwyciężając jednogłośnie na punkty Clintona Woodsa (Wielka Brytania). Punktacja: 119-109, 117-111 i 116-112.
- Atlantic City – Antonio Margarito (Meksyk) zdobył tytuł mistrza IBF w wadze półśredniej nokautując w szóstej rundzie Kermita Cintrona (Portoryko).
- Atlantic City – Miguel Cotto (Portoryko) obronił tytuł mistrza WBA w wadze półśredniej zwyciężając Alfonso Gomeza (Meksyk). Walka została zatrzymana przez lekarza w przerwie między piątą i szóstą rundą. Gomez był liczony w rundach: drugiej, trzeciej i piątej.

24 kwietnia
- Jonava – zmarł Ričardas Tamulis (lat 69), radziecki bokser, srebrny medalista Igrzysk Olimpijskich w Tokio (1964) – w finale przegrał z Marianem Kasprzykiem (Polska), mistrz Europy z Belgradu (1961), Moskwy (1963) i Berlina (1965).

26 kwietnia
- Drezno – Serhij Dzyndzyruk (Ukraina) obronił tytuł mistrza WBO w wadze junior średniej zwyciężając decyzją większości sędziów Lukaša Konečnego (Czechy). Punktacja: 115-113, 114-114 i 118-110.
- Drezno – Zsolt Erdei (Węgry) obronił tytuł mistrza WBO w wadze półciężkiej pokonując jednogłośnie na punkty De Andreya Abrona (Stany Zjednoczone). Punktacja u wszystkich sędziów 119-109.

## Maj
3 maja
- Stuttgart – Firat Arslan (Niemcy) obronił tytuł mistrza WBA w wadze junior ciężkiej pokonując jednogłośnie na punkty Darnella Wilsona (Stany Zjednoczone). Wszyscy sędziowie wypunktowali 117-111.

9 maja
- Vigo – Omar Andrés Narváez (Argentyna) obronił tytuł mistrza WBO w wadze muszej pokonując Ivana Pozo (Hiszpania), który nie wyszedł do ósmej rundy.

10 maja
- Nottingham – Timothy Bradley (Stany Zjednoczone) zdobył tytuł mistrza WBC w wadze lekkopółśredniej wygrywając niejednogłośnie na punkty Juniora Wittera. Punktacja: 114-113 i 115-113 dla Bradleya oraz 115-112 dla Wittera.

17 maja
- Gómez Palacio – Cristian Mijares (Meksyk) zunifikował tytuły mistrza WBC oraz WBA Super w wadze junior koguciej pokonując niejednogłośnie na punkty Alexandra Muñoza (Wenezuela). Sędziowie punktowali 116-111 i 116-112 dla Mijaresa i 115-113 dla Muñoza.

19 maja
- Tokio – Yūsuke Kobori zdobył tytuł mistrza WBA w wadze lekkiej zwyciężając przez techniczny nokaut w trzeciej rundzie José Alfaro (Nikaragua).

24 maja
- Manchester – Paul Malignaggi (Stany Zjednoczone) obronił tytuł mistrza IBF w wadze lekkopółśredniej zwyciężając niejednogłośnie na punkty Lovemore Ndou (Australia). Punktacja 116-113 i 116-112 dla Malignaggi oraz 115-114 dla Ndou.

28 maja
- Melbourne – Anthony Mundine (Australia) obronił tytuł mistrza WBA w wadze super średniej wygrywając jednogłośnie na punkty z rodakiem Samem Solimanem. Punktacja: 116-112, 116-112 i 117-112.

31 maja
- Düsseldorf – Anselmo Moreno (Panama) zdobył tytuł mistrza WBA w wadze koguciej zwyciężając Wołodymyra Sydorenkę (Ukraina) jednogłośnie na punkty (116-113, 116-112, 116-112).
- San Luis Potosi – Fernando Montiel (Meksyk) obronił tytuł mistrza WBO w wadze junior koguciej wygrywając przez techniczny nokaut w trzeciej rundzie z rodakiem Luisem Maldonado.

## Czerwiec
4 czerwca – 8 czerwca
- Cuenca – 7 MISTRZOSTWA PANAMERYKAŃSKIE

7 czerwca
- Uncasville – Sergio Mora (Stany Zjednoczone) zdobył tytuł mistrza WBC w wadze junior średniej pokonując decyzją większości sędziów rodaka Vernona Forresta. Punktacja: 116-112, 115-113 i 114-114.
- Uncasville – Paul Williams (Stany Zjednoczone) odzyskał tytuł mistrza WBO w wadze półśredniej zwyciężając w rewanżowym pojedynku Carlosa Quintanę (Portoryko) przez techniczny nokaut w pierwszej rundzie.
- Atlantic City – Juan Manuel López (Portoryko) zdobył tytuł mistrza WBO w wadze junior piórkowej pokonując przez techniczny nokaut w pierwszej rundzie Daniela Ponce de Leóna (Meksyk).
- Atlantic City – Kelly Pavlik (Stany Zjednoczone) obronił tytuły mistrza WBC i WBO w wadze średniej wygrywając przez techniczny nokaut w trzeciej rundzie z Garym Lockettem (Wielka Brytania).
- San Juan de Los Morros – Celestino Caballero (Panama) obronił tytuł mistrza WBA w wadze junior piórkowa zwyciężając Lorenzo Parrę (Wenezuela). Walka została przerwana przez lekarza w jedenastej rundzie ze względu na kontuzję Parry.

12 czerwca
- Tokio – Edwin Valero (Wenezuela) obronił tytuł mistrza WBA w wadze junior lekkiej wygrywając przez techniczny nokaut w siódmej rundzie z Takehiro Shimadą (Japonia).
- Tokio – Hozumi Hasegawa (Japonia) obronił tytuł mistrza WBC w wadze koguciej zwyciężając przez techniczny nokaut w drugiej rundzie Cristiana Faccio (Urugwaj).

14 czerwca
- La Paz – Raúl García (Meksyk) zdobył tytuł mistrza IBF w wadze słomkowej zwyciężając niejednogłośnie na punkty Florante Condesa (Filipiny). Punktacja: 118-110, 115-112 i 112-115.
- Meksyk – Edgar Sosa (Meksyk) obronił tytuł mistrza WBC w wadze junior muszej pokonał przez techniczny nokaut w ósmej rundzie Takashiego Kunishige (Japonia).

18 czerwca
- Saphan Hin – Oleydong Sithsamerchai obronił tytuł mistrza WBC w wadze słomkowej nokautując w dziewiątej rundzie Junichiego Ebisuokę (Japonia).

21 czerwca
- Brøndby – Mikkel Kessler (Dania) zdobył wakujący tytuł mistrza WBA w wadze super średniej nokautując w dwunastej rundzie Dimitrija Sartisona (Niemcy).
- Memphis – Andre Berto (Stany Zjednoczone) zdobył wakujący tytuł mistrza WBC w wadze półśredniej zwyciężając przez techniczny nokaut w siódmej rundzie Miguela Angela Rodrigueza (Meksyk).

27 czerwca
- Feisa – zmarł Nicolae Linca (lat 79), rumuński bokser, złoty medalista Igrzysk Olimpijskich w Melbourne (1956), brązowy medalista Mistrzostw Europy w Warszawie (1953) i Berlinie Zachodnim (1955).

28 czerwca
- Las Vegas – Steven Luevano (Stany Zjednoczone) obronił tytuł mistrza WBO w wadze piórkowej remisując z Mario Santiago (Portoryko). Punktacja: 117-111, 114-114 i 113-115.
- Las Vegas – Manny Pacquiao (Filipiny) zdobył tytuł mistrza WBC w wadze lekkiej zwyciężając Davida Díaza (Stany Zjednoczone) przez techniczny nokaut w dziewiątej rundzie. Dla Pacquiao to piąty tytuł mistrza świata w piątej kategorii wagowej.

## Lipiec
3 lipca
- Buenos Aires – Hugo Hernán Garay (Argentyna) zdobył wakujący tytuł mistrza WBA w wadze półciężkiej pokonując jednogłośnie na punkty Jurija Baraszjana (Ukraina). Punktacja: 118-111, 120-108 i 118-110.

5 lipca
- Halle – Felix Sturm (Niemcy) obronił tytuł mistrza WBA w wadze średniej zwyciężając jednogłośnie na punkty Randy'ego Griffina (Stany Zjednoczone). Punktacja: 116-112, 116-113 i 118-110.
- Las Vegas – Kendall Holt (Stany Zjednoczone) zdobył tytuł mistrza WBO w wadze lekkopółśredniej nokautując w pierwszej rundzie Ricardo Torresa (Kolumbia).

6 lipca
- San Pedro – zmarł Mando Ramos (lat 59), amerykański bokser, zawodowy mistrz świata wagi lekkiej federacji WBA w latach 1969-70 i WBC w latach 1969-70 oraz w roku 1972.

11 lipca
- Montreal – Daniel Santos (Portoryko) zdobył tytuł mistrza WBA w wadze junior średniej nokautując w szóstej rundzie Joachima Alcine (Kanada).

12 lipca
- Hamburg – Władimir Kliczko (Ukraina) obronił tytuły mistrza IBF, WBO i IBO w wadze ciężkiej nokautując w jedenastej rundzie Tony Thompsona (Stany Zjednoczone).
- Hermosillo – Ulises Solís (Meksyk) obronił tytuł mistrza IBF w wadze junior muszej pokonując jednogłośnie na punkty Glenna Donaire (Filipiny). Punktacja: 120-108, 120-108 i 120-107.

26 lipca
- Las Vegas – Antonio Margarito (Meksyk) zdobył tytuł mistrza WBA w wadze półśredniej zwyciężając przez techniczny nokaut w jedenastej rundzie Miguela Cotto (Portoryko).

29 lipca
- Pula – zmarł Mate Parlov (lat 59), chorwacki bokser, mistrz Igrzysk Olimpijskich w Monachium (1972), mistrz świata z Hawany (1974) i mistrz Europy z Madrytu (1971) oraz Belgradu (1973), zawodowy mistrz świata wagi półciężkiej federacji WBC w roku 1978.

30 lipca
- Tokio – Takefumi Sakata (Japonia) obronił tytuł mistrza WBA w wadze muszej wygrywając jednogłośnie na punkty z rodakiem Hiroyuki Hisataką. Punktacja: 118-111, 116-112 i 117-111.
- Tokio – Daisuke Naitō (Japonia) obronił tytuł mistrza WBC w wadze muszej nokautując w dziesiątej rundzie rodaka Tomonobu Shimizu.

## Sierpień
2 sierpnia
- Las Vegas – Joshua Clottey (Ghana) zdobył wakujący tytuł IBF w wadze półśredniej zwyciężając Zaba Judaha (Stany Zjednoczone). Walka została przerwana w dziewiątej rundzie ze względu na kontuzję Judaha po przypadkowym zderzeniu głowami. Punktacja do czasu przerwania walki: 86-85, 87-84 i 86-85 dla Clotteya.
- Tacoma – Wachtang Darczinjan (Armenia) zdobył tytuł mistrza IBF w wadze junior koguciej nokautując w piątej rundzie Dmitrija Kiriłłowa (Rosja).

9 sierpnia-24 sierpnia
- Pekin – IGRZYSKA OLIMPIJSKIE. Złote medale zdobyli: Zou Shiming (Chiny), Somjit Jongjohor (Tajlandia), Enchbatyn Badar-Uugan (Mongolia), Wasyl Łomaczenko (Ukraina), Aleksiej Tiszczenko (Rosja), Manuel Félix Díaz (Dominikana), Bakyt Särsekbajew (Kazachstan), James DeGale (Wielka Brytania), Zhang Xiaoping (Chiny), Rachim Czachkijew (Rosja) i Roberto Cammarelle (Włochy).

11 sierpnia
- Las Vegas – zmarł tragicznie Rhoshii Wells (lat 31), amerykański bokser, brązowy medalista Igrzysk Olimpijskich w Atlancie (1996).

15 sierpnia
- Sydney – zmarł Vic Toweel (lat 80), południowoafrykański bokser, zawodowy mistrz świata wagi koguciej w latach 1950-52.

29 sierpnia
- Rama – Steve Molitor (Kanada) obronił tytuł mistrza IBF w wadze junior piórkowej wygrywając przez techniczny nokaut w dziesiątej rundzie Caferino Dario Labardę (Argentyna).

30 sierpnia
- Cebu – Donnie Nietes (Filipiny) obronił tytuł mistrza WBO w wadze słomkowej nokautując w drugiej rundzie Eddy Castro (Nikaragua).
- Berlin – Nikołaj Wałujew zdobył wakujący tytuł mistrza WBA w wadze ciężkiej zwyciężając jednogłośnie na punkty Johna Ruiza (Stany Zjednoczone). Punktacja: 116-111, 116-113 i 114-113.
- Bayamon – Iván Calderón (Portoryko) obronił tytuł mistrza WBO w wadze junior muszej pokonując Hugo Fidela Cázaresa (Meksyk). Walka została przerwana w siódmej rundzie po przypadkowym zderzeniu głowami a sędziowie wypunktowali zwycięstwo Calderona 67-66, 68-65 i 68-65.
- – Monterrey – Cristian Mijares (Meksyk) obronił tytuły mistrza WBC i WBA Super w wadze junior koguciej wygrywając przez techniczny nokaut w trzeciej rundzie z Chatchai Sasakulem (Tajlandia).

## Wrzesień
4 września
- Cherry Hill – zmarł Joey Giardello (lat 78), amerykański bokser, zawodowy mistrz świata wagi średniej federacji WBA i WBC w latach 1963-65. W 1993 wybrany do Międzynarodowej Bokserskiej Galerii Sławy.

6 września
- Manchester – Nicky Cook (Wielka Brytania) zdobył tytuł mistrza WBO w wadze junior lekkiej zwyciężając jednogłośnie na punkty Alexa Arthura. Punktacja: 117-112, 117-111 i 115-114.

13 września
- Lwów – Andrij Kotelnyk (Ukraina) obronił tytuł mistrza WBA w wadze lekkopółśredniej wygrywając jednogłośnie na punkty z Norio Kimurą (Japonia). Punktacja: 118-110 i dwukrotnie 119-109.
- Kempton Park – Cassius Baloyi (Republika Południowej Afryki) obronił tytuł mistrza IBF w wadze junior lekkiej zwyciężając przez techniczny nokaut w trzeciej rundzie Javiera Osvaldo Alvareza. Alvarez był trzykrotnie liczony.
- La Paz – Raúl García (Meksyk) obronił tytuł mistrza IBF w wadze słomkowej wygrywając jednogłośnie na punkty z Jose Luisem Varelą (Wenezuela). Punktacja: trzykrotnie 118-110.
- Biloxi – Timothy Bradley (Stany Zjednoczone) obronił tytuł mistrza WBC w wadze lekkopółśredniej pokonał jednogłośnie na punkty rodaka Ednera Cherryego. Punktacja: 118-109, 117-110 i 119-109.
- Las Vegas – Vernon Forrest (Stany Zjednoczone) odzyskał tytuł mistrza WBC w wadze junior średniej zwyciężając w rewanżowym pojedynku jednogłośnie na punkty rodaka Sergio Morę. Punktacja: 117-110, 119-108 i 118-109.

15 września
- Jokohama – Nobuo Nashiro (Japonia) zdobył wakujący tytuł mistrza WBA w wadze junior koguciej pokonując niejednogłośną decyzją sędziów rodaka Kohei Kono. Punktacja: dwukrotnie 115-114 dla Nashiro i 115-114 dla Kono.
- Jokohama – Román González (Nikaragua) zdobył tytuł mistrza WBA w wadze słomkowej zwyciężając przez techniczny nokaut w czwartej rundzie Yutakę Niidę (Japonia).

18 września
- Panama – Celestino Caballero (Panama) obronił tytuł mistrza WBA w wadze junior piórkowej wygrywając przez techniczny nokaut w czwartej rundzie z ELvisem Mejią (Kolumbia).
- Panama – Anselmo Moreno (Panama) obronił tytuł mistrza WBA w wadze koguciej zwyciężając Cecillo Santosa (Meksyk). Walka została przerwana w siódmej rundzie po przypadkowym zderzeniu głowami. Do momentu przerwania walki Moreno prowadził u wszystkich sędziów 70-63.

20 września
- Puerto Madryn – Omar Andrés Narváez (Argentyna) obronił tytuł mistrza WBO w wadze muszej pokonując jednogłośnie na punkty Alejandro Hernandeza (Meksyk). Punktacja: 119-110, 117-111 i 116-112.

27 września
- Hamburg – Denis Inkin (Rosja) zdobył wakujący tytuł mistrza WBO w wadze super średniej zwyciężając jednogłośnie na punkty Fulgencio Zuñigę (Kolumbia). Punktacja: 117-111, 116-112 i 118-110.
- Hamburg – Guillermo Jones (Panama) zdobył tytuł mistrza WBA w wadze junior ciężkiej wygrywając przez techniczny nokaut w dziesiątej rundzie z Firatem Arslanem (Niemcy).
- Meksyk – Édgar Sosa (Meksyk) obronił tytuł mistrza WBC w wadze junior muszej pokonując jednogłośnie na punkty Sonnyego Boya Jaro (Filipiny). Punktacja: 118-109, 117-110 i 117-110.
- Carson – Andre Berto (Stany Zjednoczone) obronił tytuł mistrza WBC w wadze półśredniej pokonując jednogłośnie na punkty rodaka Steve'a Forbesa. Punktacja: 116-111 i dwukrotnie 118-109.

## Październik
4 października
- Mangonia Park – zmarł Johnny Saxton (lat 78), amerykański bokser, zawodowy mistrz świata wagi półśredniej w latach 1954-56.
- Hato Rey – Juan Manuel López obronił tytuł mistrza WBO w wadze junior piórkowej nokautując w pierwszej rundzie Cesara Figueroę (Meksyk).

11 października
- Las Vegas – Chad Dawson (Stany Zjednoczone) zdobył tytuł mistrza IBF w wadze półciężkiej zwyciężając jednogłośnie na punkty Antonio Tarvera (Stany Zjednoczone). Punktacja: 118-109, 117-110 i 117-110.
- Berlin – Witalij Kliczko (Ukraina) zdobył tytuł mistrza WBC w wadze ciężkiej pokonując Samuela Petera (Nigeria), który nie wyszedł do dziewiątej rundy.

16 października
- Tokio – Hozumi Hasegawa (Japonia) obronił tytuł mistrza WBC w wadze koguciej wygrywając przez techniczny nokaut w drugiej rundzie z Alejandro Valdezem (Meksyk).
- Tokio – Óscar Larios (Meksyk) obronił tytuł mistrza WBC w wadze piórkowej zwyciężając na punkty niejednogłośną decyzją sędziów Takahiro Aō (Japonia). Punktacja: 115-111, 114-112 i 112-114.

18 października
- Atlantic City – Steven Luevano obronił tytuł mistrza WBO w wadze piórkowej wygrywając jednogłośnie na punkty z Billym Dibem (Australia). Punktacja: 115-113, 116-112 i 117-111.
- Atlantic City – Bernard Hopkins, niekwesionowany mistrz wagi średniej w latach 2001-2005 zmierzył się z niepokonanym mistrzem wagi średniej federacji WBC i WBO Kellym Pavlikiem. Pojedynek odbył się w umownym limicie 170 funtów, tytuły WBC i WBO nie były w stawce. Zdecydowanie, jednogłośnie na punkty (117-109, 119-106, 118-108) zwyciężył Hopkins.

23 października
- Airway Heights – Cristóbal Cruz (Meksyk) zdobył wakujący tytuł IBF w wadze piórkowej pokonując niejednogłośną decyzją sędziów rodaka Orlando Salido. Punktacja: 116-112, 116-112 i 113-115.

24 października
- Tokio – Chris John (Indonezja) obronił tytuł mistrza WBA w wadze piórkowej pokonując jednoglośnie na punkty Hiroyuki Enoki (Japonia). Punktacja: 118-110, 118-110 i 117-111.
- Mediolan – Giacobbe Fragomeni (Włochy) zdobył wakujący tytuł mistrza WBC wwadze junior ciężkiej wygrywając z Rudolfem Krajem (Czechy). Walka została przerwana w ósmej rundzie z powodu kontuzji Fragomeniego po uderzeniu głową Kraja. Wszyscy sędziowie wypunktowali zwycięstwo Fragomeniego 77-74.
- Montreal – Lucian Bute (Rumunia) obronił tytuł mistrza IBF w wadze super średniej zwyciężając jednogłośnie na punkty (117-109, 115-111, 115-110) Librado Andrade (Meksyk).

25 października
- Oldenburg – Mikkel Kessler (Dania) obronił tytuł mistrza WBA w wadze super średniej nokautując w trzeciej rundzie Danilo Hausslera (Niemcy).

30 października
- Panama – Anselmo Moreno (Panama) obronił tytuł mistrza WBA w wadze koguciej wygrywając jednogłośnie na punkty z Rollym Matsushitą (Filipiny). Punktacja: 120-108, 118-110 i 119-109.

## Listopad
1 listopada
- Oberhausen – Serhij Dzyndzyruk (Ukraina) obronił tytuł mistrza WBO w wadze junior średniej zwyciężając jednogłośnie na punkty Joela Julio (Kolumbia). Punktacja: 116-112, 116-112 i 117-111.
- Oberhausen – Felix Sturm (Niemcy) obronił tytuł mistrza WBA w wadze średniej pokonując jednogłośnie na punkty rodaka Sebastiana Sylvestra. Punktacja: 119-109 i dwukrotnie 118-110.
- Las Vegas – Nonito Donaire (Filipiny) obronił tytuły mistrza IBF i IBO w wadze muszej zwyciężając przez techniczny nokaut w szóstej rundzie Moruti Mthalane (Republika Południowej Afryki).
- Carson – Wachtang Darczinjan (Armenia) zunifikował tytuły mistrza IBF, WBC i WBA Super nokautując w dziewiątej rundzie Cristiana Mijaresa (Meksyk).

2 listopada
- Aguascalientes – Ulises Solís (Meksyk) obronił tytuł mistrza IBF w wadze junior muszej zwyciężając jednogłośnie na punkty (118-107, 117-107, 115-109) Nerysa Espinozę (Nikaragua).

6 listopada – 15 listopada
- Liverpool – 37 MISTRZOSTWA EUROPY

8 listopada
- Bamberg – Arthur Abraham (Niemcy) obronił tytuł mistrza IBF w wadze średniej pokonując Raúla Márqueza (Stany Zjednoczone). Walka została przerwana w szóstej rundzie.
- Nowy Jork – Joe Calzaghe (Wielka Brytania), mistrz wagi super średniej (WBO, IBF, WBA WBC) w latach 1997-2008 zmierzył się z Royem Jonesem Jr (Stany Zjednoczone) mistrzem wagi średniej, super średniej i półciężkiej (IBF, WBC i WBA) w latach 1994-2004. Pojedynek odbył się o tytuł mistrza wagi półciężkiej magzynu The Ring. Calzaghe pomimo liczenia w pierwszej rundzie kontrolował pojedynek i wygrał jednogłośnie na punkty u wszystkich sędziów 118-109.

21 listopada
- Sestri Levante – zmarł Giacomo Bozzano (lat 75), włoski bokser, brązowy medalista Igrzysk Olimpijskich w Melbourne (1956).
- Rama – Celestino Caballero (Panama) zunifikował tytuły mistrza IBF i WBA Super wygrywając przez techniczny nokaut w czwartej rundzie ze Steve'em Molitorem (Kanada).

22 listopada – 29 listopada
- Ningbo – 5 MISTRZOSTWA ŚWIATA KOBIET

22 listopada
- Rostock – Hugo Hernán Garay (Argentyna) obronił tytuł mistrza WBA w wadze półciężkiej zwyciężając jednogłośnie na punkty Jürgena Brähmera (Niemcy). Punktacja: 118-110, 117-112 i 116-115.

27 listopada
- Phitsanulok – Oleydong Sithsamerchai (Tajlandia) obronił tytuł mistrza WBC w wadze słomkowej zwyciężając jednogłośnie na punkty rodaka Pornsawana Porpramooka. Punktacja: 120-108, 118-110 i 117-113.

28 listopada
- Panama – Jorge Linares (Wenezuela) zdobył wakujący tytuł mistrza WBA w wadze junior lekkiej zwyciężając przez techniczny nokaut w piątej rundzie Whybera Garcię (Panama).

29 listopada
- Meksyk – Édgar Sosa (Meksyk) obronił tytuł mistrza WBC w wadze junior muszej pokonując przez techniczny nokaut w siódmej rundzie Juanito Rubillara (Filipiny).

## Grudzień
6 grudnia
- Nottingham – Carl Froch (Wielka Brytania) zdobył wakujący tytuł mistrza WBC w wadze super średniej pokonując jednogłośnie na punkty Jeana Pascala (Kanada). Punktacja: 118-112, 117-111 i 118-110.
- Las Vegas – Juan Manuel López (Portoryko) obronił tytuł mistrza WBO w wadze junior piórkowej zwyciężając przez techniczny nokaut w pierwszej rundzie Sergio Manuela Medinę (Argentyna).
- Las Vegas – Manny Pacquiao (Filipiny), mistrz w pięciu kategoriach wagowych, zmierzył się z Oscarem de la Hoją (Stany Zjednoczone), mistrzem w sześciu kategoriach wagowych. Pojedynek określany jako The Dream Match stoczono w limicie wagi półśredniej a w stawce nie był żaden tytuł. Walkę wygrał zdecydowanie Pacquiao, de la Hoya nie wyszedł do dziewiątej rundy.

11 grudnia
- Newark – Steve Cunningham (Stany Zjednoczone) stracił tytuł mistrza IBF w wadze junior ciężkiej przegrywając po niejednoglośnej decyzji sędziów z Tomaszem Adamkiem. Sędziowie punktowali 115-112 i 116-110 dla Adamka oraz 114-112 dla Cunninghama.
- Newark – Joseph Agbeko (Ghana) obronił tytuł mistrza IBF w wadze koguciej wygrywając decyzją większości sędziów z Williamem Gonzalezem (Nikaragua). Punktacja: 116-112, 116-112 i 114-114.

13 grudnia
- Mannheim – Władimir Kliczko obronił tytuły mistrza IBF, WBO i IBO w wadze ciężkiej pokonując przez techniczny nokaut Hasima Rahmana (Stany Zjednoczone).
- Atlantic City – Kendall Holt (Stany Zjednoczone) obronił tytuł mistrza WBO w wadze lekkopółśredniej wygrywając niejednogłośnie na punkty z Demetriusem Hopkinsem (Stany Zjednoczone). Sędziowie punktowali 116-112 i 117-111 dla Holta oraz 115-113 dla Hopkinsa.
- Loreto – Raúl García (Meksyk) obronił tytuł mistrza IBF w wadze słomkowej zwyciężając jednogłośnie na punkty Jose Luisa Varelę (Wenezuela). Punktacja: 120-107, 120-107 i 119-108.

20 grudnia
- Zurych – Nikołaj Wałujew (Rosja) obronił tytuł mistrza WBA w wadze ciężkiej zwyciężając niejednogłośną decyzją sędziów Evandera Holyfielda (Stany Zjednoczone). Punktacja: 116-112, 115-114 i 114-114.
- Cozumel – Humberto Soto (Meksyk) zdobył wakujący tytuł mistrza WBC wygrywając jednogłośnie na punkty z Francisco Lorenzo (Dominikana). Punktacja: 118-108, 117-109 i 117-109.

23 grudnia
- Tokio – Daisuke Naitō (Japonia) obronił tytuł mistrza WBC w wadze muszej zwyciężając przez techniczny nokaut w jedenastej rundzie rodaka Shingo Yamaguchiego.

31 grudnia
- Hiroszima – Denkaosan Kaovichit (Tajlandia) zdobył tytuł mistrza WBA w wadze muszej nokautując w drugiej rundzie Takefumi Sakatę (Japonia).